# Corcelles-Cormondrèche

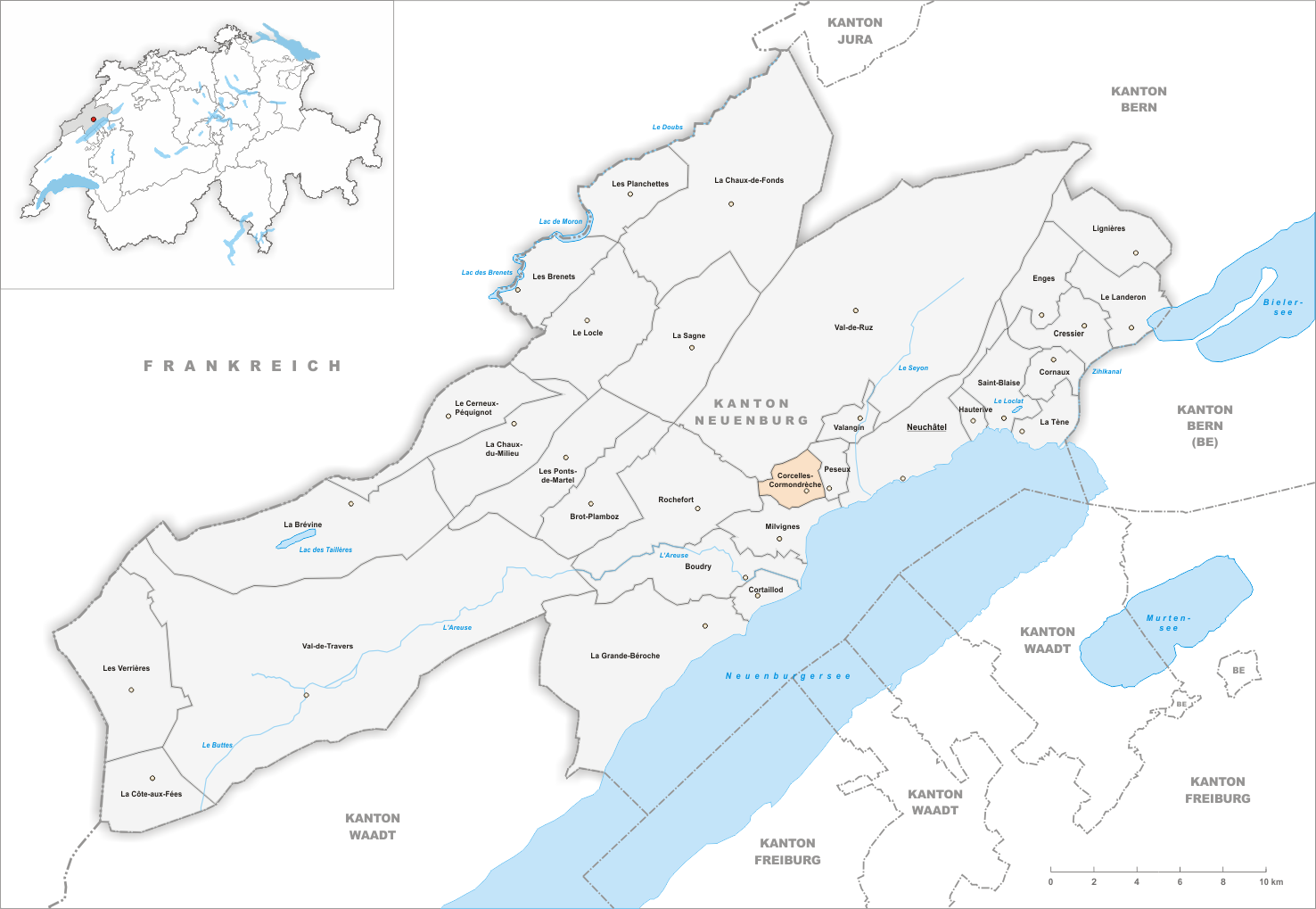
Gemeindestand vor der Fusion am 1. Januar 2021

Corcelles-Cormondrèche ist eine Ortschaft in der Gemeinde Neuenburg des Kantons Neuenburg in der Schweiz. Am 1. Januar 2021 fusionierte Corcelles-Cormondrèche mit den ehemaligen Gemeinden Peseux und Valangin zur Gemeinde Neuenburg.

## Geographie
Corcelles-Cormondrèche liegt auf rund 550 m ü. M., 4 km westlich des Stadtzentrums von Neuenburg (Luftlinie). Das ehemalige Strassenzeilendorf Corcelles (565 m ü. M.) erstreckt sich am steilen Jurasüdhang, Cormondrèche (537 m ü. M.) auf einer Geländeterrasse dieses Hanges. Beide befinden sich an aussichtsreicher Lage mehr als 100 m über dem Seespiegel des Neuenburgersees.
Die Fläche des ehemaligen, 4,9 km² grossen Gemeindegebiets umfasste einen Abschnitt am Jurasüdhang oberhalb von Auvernier. Westlich von Cormondrèche befindet sich das kleine Tal des Baches Ruz Châtru und weiter westlich reichte der Gemeindeboden bis in die Forêt de Dame Othenette. Nach Norden erstreckte sich das Gebiet den Hang hinauf über die Terrasse von Les Vernets bis auf die Höhe der Serroue, auf der mit 843 m ü. M. der höchste Punkt von Corcelles-Cormondrèche liegt. Diese teils bewaldete Höhe schliesst das Hochtal Val de Ruz im Südwesten ab. Von der Gemeindefläche entfielen 1997 25 % auf Siedlungen, 42 % auf Wald und Gehölze und 33 % auf Landwirtschaft.
Zu Corcelles-Cormondrèche gehörten einige Einzelhöfe auf der Höhe der Serroue. Nachbargemeinden waren Milvignes, Rochefort, Val-de-Ruz und Peseux.

Historisches Luftbild aus 1000 m von Walter Mittelholzer von 1926

## Bevölkerung
Mit 4757 Einwohnern (Stand 31. Dezember 2018) gehörte Corcelles-Cormondrèche zu den grossen Gemeinden des Kantons Neuenburg. Von den Bewohnern sind 87,5 % französischsprachig, 5,2 % deutschsprachig und 2,3 % italienischsprachig (Stand 2000). Die Bevölkerungszahl von Corcelles-Cormondrèche stieg 1970 kontinuierlich an. Nach einer bis 1990 dauernden Stagnation wurde seither wieder ein deutliches Wachstum verzeichnet. Heute sind beide Ortskerne zusammengewachsen und hängen auch lückenlos mit dem Siedlungsgebiet von Peseux zusammen.

## Politik
Bis zur Fusion mit Neuenburg bildete der conseil général (dt. Generalrat) die Legislative. Die 41 Mitglieder wurden alle vier Jahre im Proporz gewählt. Als Exekutive fungierte der conseil communal (dt. Gemeinderat), dem sieben Mitglieder angehörten.
Die Stimmenanteile der Parteien anlässlich der Nationalratswahl 2015 betrugen: FDP 32,1 %, SP 25,9 %, SVP 16,7 %, GPS 8,7 %, PdA 6,1 %, glp 4,9 %, CVP 3,5 %, BDP 0,8 %.

## Wirtschaft
| Bevölkerungsentwicklung | Bevölkerungsentwicklung |
| Jahr                    | Einwohner               |
| ----------------------- | ----------------------- |
| 1850                    | 823                     |
| 1900                    | 1460                    |
| 1950                    | 2243                    |
| 1960                    | 2932                    |
| 1970                    | 3320                    |
| 1980                    | 3141                    |
| 1990                    | 3336                    |
| 2000                    | 3914                    |

Corcelles und Cormondrèche waren ursprünglich Weinbaudörfer. Heute hat der Weinbau nur noch geringe Bedeutung, es gibt noch einige Weinberge unterhalb von Cormondrèche. Seit der zweiten Hälfte des 18. Jahrhunderts fand eine allmähliche Industrialisierung statt. Es gibt zahlreiche kleinere und mittlere Industrieunternehmen. Die ehemalige Gemeinde war Sitz der Neuenburger Elektrizitätswerke (ENSA), nach der Fusion mit den Entreprises Electriques Fribourgeoises (EEF) ist nun der eine Sitz des neu entstandenen Groupe E in Corcelles, der andere ist in Freiburg.

## Verkehr
Der Ort ist verkehrsmässig gut erschlossen. Er liegt an der Hauptstrasse von Neuenburg in das Val de Travers und weiter über den Grenzübergang von Les Verrières nach Pontarlier in Frankreich. Es gibt eine lokale Ortsumfahrung, der den engen alten Ortskern vom Transitverkehr entlastet. Oberhalb des Ortes zweigt die Strasse über den Pass La Tourne nach Les Ponts-de-Martel ab. Am 1. Dezember 1859 wurde die Eisenbahnlinie Neuenburg – La Chaux-de-Fonds mit einem Bahnhof bei Corcelles eingeweiht. Für die Feinverteilung im öffentlichen Verkehr sorgt das städtische Netz der TN, namentlich die Linie 1 des Trolleybus Neuenburg, und die Autobuslinie von Neuenburg via Les Ponts-de-Martel nach Le Locle.

## Geschichte
Auf dem Gemeindegebiet wurde ein Hügelgrab aus der Hallstattzeit entdeckt. Ferner gibt es Zeugnisse einer Besiedlung während der Burgunderzeit im 7. Jahrhundert. Die erste urkundliche Erwähnung von Corcelles erfolgte 1092 unter dem Namen Curcellis, 1228 erschien der Name Corsales. Der Ortsname geht auf das lateinische Wort corticella (kleiner Hof) zurück. Cormondrèche erschien 1178 als Cormundresge, 1215 als Cormundresche in den Schriften. Dieser Name lässt sich vermutlich von Curtis Munderici (Hof des Munderic) ableiten.
1092 gründete der Enkel des Stifters des Priorats Bevaix in Corcelles ein kleines Cluniazenserpriorat. Es gehörte zuerst direkt der Abtei Cluny, nach 1220 dem Kloster Romainmôtier. Das Besitztum dieses Priorats umfasste auch das Gebiet der heutigen Gemeinden Auvernier, Cormondrèche, Montmollin, Coffrane und Les Geneveys-sur-Coffrane. Mit der Einführung der Reformation 1530 wurde das bereits im Verfall begriffene Priorat säkularisiert und der Besitz fiel an die Grafen von Neuenburg und an die Herren von Colombier. Seit 1648 war Neuenburg Fürstentum und ab 1707 durch Personalunion mit dem Königreich Preussen verbunden. 1806 wurde das Gebiet an Napoleon I. abgetreten und kam 1815 im Zuge des Wiener Kongresses an die Schweizerische Eidgenossenschaft, wobei die Könige von Preussen bis zum Neuenburgerhandel 1857 auch Fürsten von Neuenburg blieben. Bereits im 18. Jahrhundert schlossen sich die beiden Orte Corcelles und Cormondrèche zusammen. Die Gemeinde gehörte bis 1848 zur Mairie La Côte, seither zum Bezirk Boudry.

## Sehenswürdigkeiten
Die reformierte Kirche Saint-Pierre-et-Paul ist die Nachfolgekirche des Priorats Corcelles. Noch aus der romanischen Zeit stammen der Turm und Teile des Chors, das Kirchenschiff und die Südkapelle wurden im 15. Jahrhundert erbaut. An der Stelle des ehemaligen Priorats steht heute das Pfarrhaus, das aus der Zeit des 16. bis 18. Jahrhunderts stammt.
Die Ortskerne von Corcelles und Cormondrèche zeigen den Charakter von Weinbaudörfern mit engen Strassen, gesäumt von zahlreichen Bürgerhäusern aus dem 16. bis 18. Jahrhundert. Das Schloss bei Cormondrèche wurde im 16. Jahrhundert erbaut, im 18. und 19. Jahrhundert mehrfach umgestaltet.

## Persönlichkeiten
- Alphonse Bourquin (1802–1837), Führer des Neuenburger Aufstands von 1831
- Julie Gundert, geb. Dubois (1809–1885), Missionarin und Ehefrau von Hermann Gundert[2]